# Alto Bonito
Alto Bonito és una concentració de població designada pel cens dels Estats Units a l'estat de Texas. Segons el cens del 2000 tenia 569 habitants.

## Demografia
Segons el cens del 2000, Alto Bonito tenia 569 habitants, 128 habitatges, i 120 famílies. La densitat de població era de 1.830,8 habitants per km².
Dels 128 habitatges en un 73,4% hi vivien nens de menys de 18 anys, en un 80,5% hi vivien parelles casades, en un 9,4% dones solteres, i en un 5,5% no eren unitats familiars. En el 5,5% dels habitatges hi vivien persones soles el 2,3% de les quals corresponia a persones de 65 anys o més que vivien soles. El nombre mitjà de persones vivint en cada habitatge era de 4,45 i el nombre mitjà de persones que vivien en cada família era de 4,62.
Per edats la població es repartia de la següent manera: un 44,1% tenia menys de 18 anys, un 13,4% entre 18 i 24, un 30,1% entre 25 i 44, un 10% de 45 a 60 i un 2,5% 65 anys o més.
L'edat mediana era de 20 anys. Per cada 100 dones de 18 o més anys hi havia 93,9 homes.
La renda mediana per habitatge era de 17.396 $ i la renda mediana per família de 17.396 $. Els homes tenien una renda mediana de 17.857 $ mentre que les dones 16.250 $. La renda per capita de la població era de 3.717 $. Aproximadament el 71,9% de les famílies i el 75% de la població estaven per davall del llindar de pobresa.

## Poblacions més properes
El següent diagrama mostra les poblacions més properes.